# Har Mesarevim
Har Mesarevim (hebreiska: הר מסרבים) är ett berg i Israel.   Det ligger i distriktet Norra distriktet, i den norra delen av landet. Toppen på Har Mesarevim är 648 meter över havet.
Terrängen runt Har Mesarevim är lite bergig. Runt Har Mesarevim är det tätbefolkat, med 659 invånare per kvadratkilometer. Närmaste större samhälle är Safed, 3,2 km öster om Har Mesarevim. Trakten runt Har Mesarevim består till största delen av jordbruksmark.